# Doaa Elghobashy
Doaa Elghobashy (Alexandrië, 8 november 1996) is een Egyptische volleyballer en beachvolleyballer. In die laatste discipline won ze twee gouden medailles bij de Afrikaanse Spelen en nam ze twee keer deel aan de Olympische Spelen.

## Carrière

### Zaal
Elghobashy begon op zesjarige leeftijd met volleybal in Alexandrië. Als kind volleybalde ze bij Elentag Elharby in Caïro en Alexandria Sporting Club in haar thuisstad. Ze speelt als diagonaalspeler. Van 2015 tot en met 2017 kwam ze twee seizoenen uit voor Wadi Degla, gevolgd door twee seizoenen bij El Shams. In 2019 maakte ze de overstap naar de recordlandskampioen Al Ahly, waar ze sindsdien speelt. Met Al Ahly won Elghobashy zes landskampioenschappen, twee bekers en twee superbekers en werd ze driemaal vice-kampioen bij het Afrikaans kampioenschap voor clubs.
Uitkomend voor Egypte won ze in 2016 met de junioren het Afrikaans kampioenschap onder de 23 en deed ze een jaar later mee aan de WK onder 23 in Slovenië. Met de nationale ploeg won ze in 2017 bij de senioren een bronzen medaille bij het Afrikaans kampioenschap in Yaoundé. In 2023 werd Elghobashy met het Egyptische team vice-kampioen achter Kenia.

### Beach
Elghobashy deed in 2015 met Norhan Sobhi mee aan de Mediterrane Strandspelen in Pescara. Het jaar daarop won ze met Nada Meawad de Continental Cup van de CAVB en plaatste ze zich voor de Olympische Spelen in Rio de Janeiro. Daar kwam het duo na drie nederlagen niet verder dan de groepsfase. In 2019 werd Elghobashy met Farida Elaskalany in Abuja Afrikaans kampioen door Liza Bonne en Nathalie Létendrie uit Mauritius in de finale te verslaan. Bij de Afrikaanse Spelen in Casablanca wonnen ze de gouden medaille ten koste van het Keniaanse tweetal Gaudencia Makokha en Naomie Too. Met Randa Radwan deed ze mee aan de wereldkampioenschappen in Hamburg, waar ze de groepsfase na drie nederlagen het eindstation was. Met Farida behaalde ze in 2021 in de FIVB World Tour een negende plaats bij het 1-ster-toernooi van Sofia. Een jaar later kwamen ze bij de WK in Rome niet voorbij de groepsfase.
In december 2022 speelde ze voor het eerst met Marwa Abdelhady. Het jaar daarop bereikte het duo de achtste finale van de Mediterrane Strandspelen in Heraklion. In maart 2024 wonnen Elghobashy en Abdelhady de gouden medaille bij de Afrikaanse Spelen in Accra door het Mozambikaanse tweetal Ana Sinaportar en Vanessa Muianga in de finale te verslaan. In mei namen ze deel aan de Future-toernooien van Battipaglia en Spiez. In juni wonnen ze het Afrikaanse kwalificatietoernooi, waarmee ze zich voor de Olympische Spelen in Parijs plaatsten. Daar strandde het duo na drie nederlagen in de groepsfase.

### Nevenactiviteiten
In 2023 werd Elghobashy aangesteld als lid van de atletencommissie van de wereldvolleybalbond voor de periode 2024-2028. Daarvoor was zo ook al lid van de atletencommissie bij het Egyptisch Olympisch Comité.

## Palmares
Clubverband
- 2020:  Egyptisch kampioenschap
- 2021:  Egyptisch kampioenschap
- 2022:  Egyptische beker
- 2022:  Egyptisch kampioenschap
- 2022:  Afrikaans kampioenschap voor clubs
- 2023:  Egyptisch kampioenschap
- 2023:  Egyptische superbeker
- 2024:  Egyptische beker
- 2024:  Egyptisch kampioenschap
- 2024:  Egyptische superbeker
- 2024:  Afrikaans kampioenschap voor clubs
- 2025:  Egyptisch kampioenschap
- 2025:  Afrikaans kampioenschap voor clubs

Internationaal
- 2016:  Afrikaans kampioenschap U23
- 2017:  Afrikaans kampioenschap
- 2023:  Afrikaans kampioenschap

Beach
- 2019:  Afrikaanse kampioenschappen
- 2019:  Afrikaanse Spelen
- 2024:  Afrikaanse Spelen